# Faits divers (film, 1923)
Pour les articles homonymes, voir Faits divers (homonymie).
Fait-divers est un court métrage muet français expérimental réalisé par Claude Autant-Lara, sorti en 1923. Il s'agit du premier film du réalisateur.

## Synopsis
Poème visuel avant-gardiste sans intertitres où deux hommes amoureux d'une même femme se jalousent et se battent.

## Fiche technique
- Titre : Fait-divers
- Réalisation : Claude Autant-Lara
- Scénario : Claude Autant-Lara
- Photographie : Henri Barreyre
- Montage : Claude Autant-Lara
- Musique : Arthur Honegger
  - Nouvelle partition de 2021 : Malte Giesen
- Direction artistique : Marcel L'Herbier
- Producteur : Marcel L'Herbier
- Société de production : Cinégraphic
- Pays d'origine :  France
- Langue : Français
- Format : Noir et blanc — 35 mm — 1,33:1 — Muet
- Métrage :
- Genre : Film expérimental
- Durée : 23 minutes
- Année de sortie : 1923

## Distribution
- Louise Lara : elle
- Antonin Artaud : Monsieur 1
- Paul Barthet : Monsieur 2

## À noter
- Louise Lara est la mère de Claude Autant-Lara.